# Dan O'Connell
Dan O’Connell (nascido na década de 1950) é um diretor de filme pornográfico. É o presidente e cofundador da produtora de filmes pornográficos lésbicas Girlfriends Films. Ele e cofundador Moose (que serve como vice-presidente) criaram o estúdio em 2002, e O'Connell escreve e dirige 95% dos filmes para o estúdio.

## Prêmios e indicações
| Ano  | Cerimônia | Categoria       | Resultado |
| ---- | --------- | --------------- | --------- |
| 2012 | XBIZ      | Man of the Year | Venceu    |